# Таон ди Ревель
Таон ди Ревель (итал. Thaon di Revel) — дворянский род Ниццы и Пьемонта, который дал Сардинскому королевству и Королевству Италия большое количество военных и государственных деятелей.
Род шотландского происхождения, обосновавшийся в Ницце при Филиппе.
В 1617 году получили от Карла Эммануила I, герцога Савойского, князя Пьемонтского, графа д’Аоста, Морианы и Ниццы, титулярного короля Кипра и Иерусалима, феоды Ревель и Сан Андрэ.

## Прославленные члены рода
- Карло Таон ди Сант’Андрэа (1725—1807), генерал и вице-король Сардинии
  - Джузеппе Алессандро Таон ди Ревель (1756—1820), сын Карла Франческо, генерал и глава Корпуса Карабинеров.
  - Иньяцио Таон ди Ревель (1760—1835), посол и маршал Савойи
    - Дженова Джованни Таон ди Ревель (1817—1910), военный министр в 1867 году и сенатор.
    - Оттавио Таон ди Ревель (1803—1868), министр финансов короля Карла Альберта и оппонент Камилло Бенсо ди Кавура.
      - Иньяцио Таон ди Ревель (1839—1907), сын Оттавио, депутат и сенатор.
      - Паоло Эмилио Таон ди Ревель (1857—1948), сын Оттавио, великий адмирал, министр и Председатель Сената.
      - Витторио Таон ди Ревель (1859—1948), сын Оттавио, консул и министр.
        - Паоло Иньяцио Мариа Таон ди Ревель (1888—1973), сын Витторио, министр, сенатор, член МОК и олимпийский чемпион.